# ليمون مر
الليمون المر (الاسم العلمي:Citrus amara) هو نوع غير مؤكد من النباتات يتبع جنس الليمون من الفصيلة السذابية.